# Wílmar Barrios
Wílmar Enrique Barrios Terán (16 d'octubre de 1993) és un futbolista professional colombià que juga de centrecampista defensiu pel Zenit Saint Petersburg rus.